# Ятаган (Мугла)
Ятаган (тур. Yatağan) — город и район в провинции Мугла (Турция).

## История
Район является центром исторической области Кария. Изначально здесь жили греческие колонисты, потом эта территория была завоёвана персами, входила в состав эллинистических государств, Римской империи, Византии, в XIII веке вошла в состав бейлика Ментеше, с XIV века — в составе Османской империи.

## Экономика
В районе Ятаган находится крупнейшая в Турции угольная ТЭЦ.